# MAPAL Dr. Kress

MAPAL Firmenzentrale Aalen 1

MAPAL Aalen Halle 6

MAPAL Aalen Luftbild 2012

Das Unternehmen MAPAL Dr. Kress SE & Co. KG ist ein mittelständisches Familienunternehmen und international führender Anbieter von Präzisionswerkzeugen für die Metallbearbeitung mit Hauptsitz in Aalen. Im Bereich der Feinbearbeitung mit spanabhebenden Werkzeugen ist das Unternehmen weltweiter Technologieführer.
Mittlerweile sind mehr als 5.000 Mitarbeiter weltweit in der MAPAL-Gruppe beschäftigt. Davon sind ca. 1.800 Mitarbeiter am Hauptsitz in Aalen und im Außendienst tätig. MAPAL besitzt Niederlassungen in 21 Ländern und ist in 30 Ländern durch Vertretungen präsent.

## Geschichte
MAPAL wurde 1950 von Georg Kress gegründet, durch Übernahme eines anderen Unternehmens. Begonnen hat MAPAL mit Gewindebohrern und Holzbearbeitungsmaschinen. 1954 wurde der Grundstein für die Entwicklung von MAPAL gelegt und die Einmesser-Reibahle eingeführt.

## Produkte
Das Produktprogramm umfasst mittlerweile Führungsleisten-, PKD-, Vollhartmetall-, HPR-, Multicut-, ISO- und Aussteuerwerkzeuge. Zusätzlich werden noch die Bereiche Spannen und Einstellen abgedeckt.

## Konzernstruktur
MAPAL Dr. Kress SE & Co. KG
Mit über 1.800 Mitarbeitern ist dies das Stammhaus und der Hauptsitz der MAPAL-Unternehmensgruppe. In Aalen sind Forschung und Entwicklung, Controlling und zentrales Marketing konzentriert. International ist die MAPAL Dr. Kress SE & Co. KG mit über 21 Tochterunternehmen auf allen wichtigen Märkten in Europa, Amerika und Asien vertreten.
MAPAL WWS GmbH & Co. KG
Dies ist ein spezialisiertes Unternehmen der Mapal-Gruppe für PKD-Werkzeuge in Pforzheim.
MAPAL ITS GmbH
Dies ist ein Unternehmen in Eppingen mit dem Unternehmensschwerpunkt ISO- und Aussteuerwerkzeuge.
MILLER GmbH & Co. KG
Der Unternehmenssitz befindet sich in Altenstadt im Landkreis Neu-Ulm. Das Unternehmen beschäftigt sich mit der Herstellung und dem Vertrieb von VHM-Werkzeugen.
August Beck GmbH & Co. KG
Die Firma stellt feste Mehrschneiden-Reibahlen her. Ihr Unternehmenssitz befindet sich in Winterlingen.
WTE Präzisionswerkzeuge GmbH & Co. KG
Dies ist ein auf Hochgenauigkeits-Spannfutter spezialisiertes Unternehmen mit Standort Ehrenfriedersdorf.
WEISSKOPF Werkzeuge GmbH & Co. KG
Dieses Unternehmen ist auf VHM-Werkzeuge spezialisiert. Der Firmensitz ist in Meiningen-Dreißigacker.

## Geschäftsleitung
Geschäftsführender Gesellschafter des Familienunternehmens ist   Jochen Kress (dritte Generation der Gründerfamilie). Zur Geschäftsleitung gehören außerdem René Güntner als Chief Financial Officer (CFO), Roger Steiner als Chief Operating Officer (COO), Claudio Gabus als Chief Sales Officer (CSO), Jacek Kruszynski als Chief Technical Officer (CTO) und   Michael Fried als Chief Human Resources Officer (CHRO).